# 沃尔弗特施文登
沃尔弗特施文登（德語：Wolfertschwenden，發音：[ˈvɔlfɐtʃvɛndn̩]）是德国巴伐利亚州施瓦本行政区下阿尔高县的市镇，面积14.48平方千米，2023年12月31日人口为2,110人。